# Mark Crilley
Mark Crilley is een Amerikaanse striptekenaar en kinderboeken auteur/illustrator. Hij staat ook bekend om zijn teken-instructievideo's op YouTube.

## Werken
- Akiko
- Miki Falls, serie (ISBN: 006084616X)
- Brody’s Ghost, 4 delen (ISBN: 1595826653)
- Mastering Manga, (leerboek tekenen)
- The Realism Challenge, (leerboek tekenen)

## Privéleven
Crilley geeft tekenadvies aan kunstenaars via YouTubevideo's en zijn deviantART-account. In augustus 2010 was hij te gast in een aantal video's van Funimation, waarin hij eveneens tekenadvies gaf. Crilley's vrouw Miki Crilley komt uit Japan; hij vernoemde Miki Falls naar haar. De twee hebben een dochter en een zoon.